# Мурхад мак Брайн

Ирландия в VIII — первой трети IX века

Мурхад мак Брайн (др.‑ирл. Murchad mac Brain; умер в 727) — король Лейнстера (715—727) из рода Уи Дунлайнге.

## Биография

### Начало правления
Мурхад был сыном правителя Лейнстера Брана Мута, скончавшегося в 693 году, и Алмайт, дочери Блатмака из далриадского клана Кенел Лоарн. Родовые земли семьи Мурхада находились в долине реки Лиффи. Резиденция правителей этого небольшого лейнстерского королевства находилась в Майстиу (современном Муллагмасте).
После смерти Брана Мута лейнстерский престол перешёл к Келлаху Куаланну из рода Уи Майл. Когда же тот умер в 715 году, титул короля Лейнстера получил Мурхад мак Брайн. В списке королей, сохранившемся в составе «Лейнстерской книги», он ошибочно наделён пятнадцатью годами правления.
Первое свидетельство о Мурхаде мак Брайне в ирландских анналах датировано годом его вступления на престол, когда вслед за получением королевского титула он совершил поход в Мунстер, дошёл до резиденции местных правителей на Кашелской скале и получил от них заложников. Предполагается, что этот поход должен был продемонстрировать намерение короля Мурхада установить свою верховную власть над всей Южной Ирландией, подобную той, какой представители рода Уи Нейллов владели над землями северной и центральной части острова.
В 719 году сын предшественника Мурхада мак Брайна на лейнстерском престоле, Аэд мак Келлайг, поднял мятеж против короля, но погиб, сражаясь с Мурхадом в сражении при Финнабайре (современном Фенноре). Ещё один сын Келлаха Куаланна, несовершеннолетний Кримтанн, был разбит Муйредахом в 726 году в сражении при Белах Лайке и пал на поле боя.

### Война с Фергалом мак Маэл Дуйном

#### События 719—721 годов
Мурхад мак Брайн вёл тяжёлую войну против Уи Нейллов, во главе которых стоял верховный король Ирландии Фергал мак Маэл Дуйн из рода Кенел Эогайн. В 719 году враги короля Мурхада пять раз вторгались в лейнстерские земли. Совместно со своим союзником, королём Мунстера Каталом мак Фингуйне , Мурхад в 721 году разорил Брегу, нанеся поражение правителю Лагора (Южной Бреги) Фогартаху мак Нейллу. Однако мунстерский правитель без согласия Мурхада заключил мир с верховным королём Ирландии. Позднее в том же году Фергал совершил поход в Лейнстер и вынудил Мурхада выплатить ему дань. Вероятно, достигнутое между Мурхадом и Фергалом соглашение подразумевало признание правителем Лейнстера полной зависимости от воли верховного короля Ирландии.

#### Битва при Алмайне
Лейнстерцы нарушили перемирие с верховным королём уже в 722 году. В ответ, собрав большое войско в подвластных Северным и Южным Уи Нейллам владениях и среди союзников-айргиалльцев, Фергал мак Маэл Дуйн вторгся в Лейнстер. Однако 11 декабря армия верховного короля была разбита в битве при Алмайне (современном Аллене) лейстерским войском, во главе которого стояли король Мурхад мак Брайн, его сын Дунхад мак Мурхадо и правитель Уи Хеннселайг Аэд мак Колгген. На поле боя пало множество воинов, включая и самого Фергала мак Маэл Дуйна. В преданиях упоминается, что в битве погибли сто шестьдесят подвластных Фергалу королей, а ещё девять сошли с ума, став свидетелями столь кровавого побоища.
Воспоминания о этой кровопролитной битве сохранялись в памяти ирландцев ещё несколько веков, и в X веке обстоятельства гибели короля Фергала мак Маэл Дуйна легли в основу поэмы «Битва при Алмайне» (др.‑ирл. Cath Almaine). В ней исторические свидетельства тесно переплетены с легендарными и даже мифологическими сюжетами (например, с рассказами о чудесном воскрешении погибшего в битве певца Донна Бо и о говорящих, отсечённых от тел, головах певца и его покровителя, короля Фергала). Согласно этому источнику, главным противником верховного короля в битве был король Аэд мак Колгген. Хотя король Мунстера Катал мак Фингуйне был многолетним врагом Фергала мак Маэл Дуйна, смерть верховного короля, с которым он недавно заключил мир, очень его опечалила. Старась задобрить своего союзника, лейнстерцы отослали в резиденцию мунстерского правителя в Гленн Дамайне (современном Глануэрте) отрубленную ими голову Фергала. Король же Катал воздал останкам верховного короля все полагающиеся в этом случае почести, а затем отослал голову погибшего монарха его родичам в Айлех. Сражение при Алмайне — последний раннесредневековый военный конфликт, нашедший отражение в ирландском эпосе.
Возможно, развивая успех компании, Мурхад мак Брайн смог расширить свои родовые владения, установив контроль над землями вблизи Килдэра, а проживавшие там септы Уи Энехглайсс и Уи Гаррхон оттеснив к отрогам гор Уиклоу. Также победа в битве при Алмайне позволила Мурхаду возвратить себе всю полноту власти над Лейнстером.

### Последние годы
По свидетельству «Анналов Тигернаха», новый верховный король Ирландии Кинаэд мак Иргалайг из рода Сил Аэдо Слане в 726 году одержал победу над лейнстерцами в сражении при Мане и получил дань, но в других анналах сведения об этом отсутствуют.
Мурхад мак Брайн скончался в 727 году. Новым правителем Лейнстера стал его сын Дунхад мак Мурхадо.

### Семья
Одной из жён Мурхада мак Брайна была Конхенн (умерла в 743 году), дочь лейнстерского короля Келлаха Куаланна. Детьми от этого брака были Фаэлан и Муйредах. Ещё двумя сыновьями Мурхада были Дунхад и Бран Бекк. Все они один за другим правили Лейнстером в период с 727 по 760 год.